# Carl Raswan
Carl Reinhard Raswan (7 mars 1893 - 14 octobre 1966), né Carl Reinhard Schmidt, est l'un des plus grands connaisseurs du cheval arabe asil. Il est l'auteur de nombreux livres sur les chevaux arabes et les bédouins qui les ont élevés. Spécialiste des lignées arabes, il a également publié le Raswan Index, une vaste compilation d'informations sur le pedigree et la souche des chevaux arabes. Il a plaidé pour la tolérance et la compréhension des modes de vie et de la culture bédouins d'Arabie. 